# Fontqueria
Fontqueria es una revista ilustrada con publicaciones botánicas del Seminario de Plantas Vasculares de la Universidad Autónoma  de Madrid, que empezó a editarse en el año 1982.